# Argyle, Minnesota
Argyle là một thành phố thuộc quận Marshall, tiểu bang Minnesota, Hoa Kỳ. Năm 2010, dân số của thành phố này là 639 người.

## Dân số
- Dân số năm 2000: 656 người.
- Dân số năm 2010: 639 người.